# Ландшафт плантацій агави та старовинні промислові об’єкти з переробки в регіоні Текіла
Ландшафт плантацій агави та старовинні промислові об'єкти з переробки в регіоні Текіла є культурним об'єктом Світової спадщини ЮНЕСКО в Мексиці. Ділянка площею 35 019 гектарів є частиною великого ландшафту блакитної агави, сформованого культурою рослини, яка використовується з 16 століття для виробництва алкоголю, відомого як текіла, і протягом принаймні двох тисячоліть для виготовлення ферментованих напоїв (таких як пульке) та тканини. У ландшафті працюють винокурні, що відображає зростання споживання текіли в 19 і 20 століттях. Сьогодні ця культура агави розглядається як частина національної ідентичності Мексики. Пейзаж текіли взяв участь у створенні багатьох творів мистецтва, таких як кіно, музика, танці та живопис.
Місце становить живі, діючі поля агави та міські поселення Текіла, Магдалена, Ель-Ареналь і Аматітан. Ця територія також є свідченням традиції Теучитлана (200—900 рр. н. е.), яка сформувала ландшафт шляхом створення терас для сільського господарства, житла, храмів, церемоніальних курганів і майданчиків для м'яча.

## Галерея

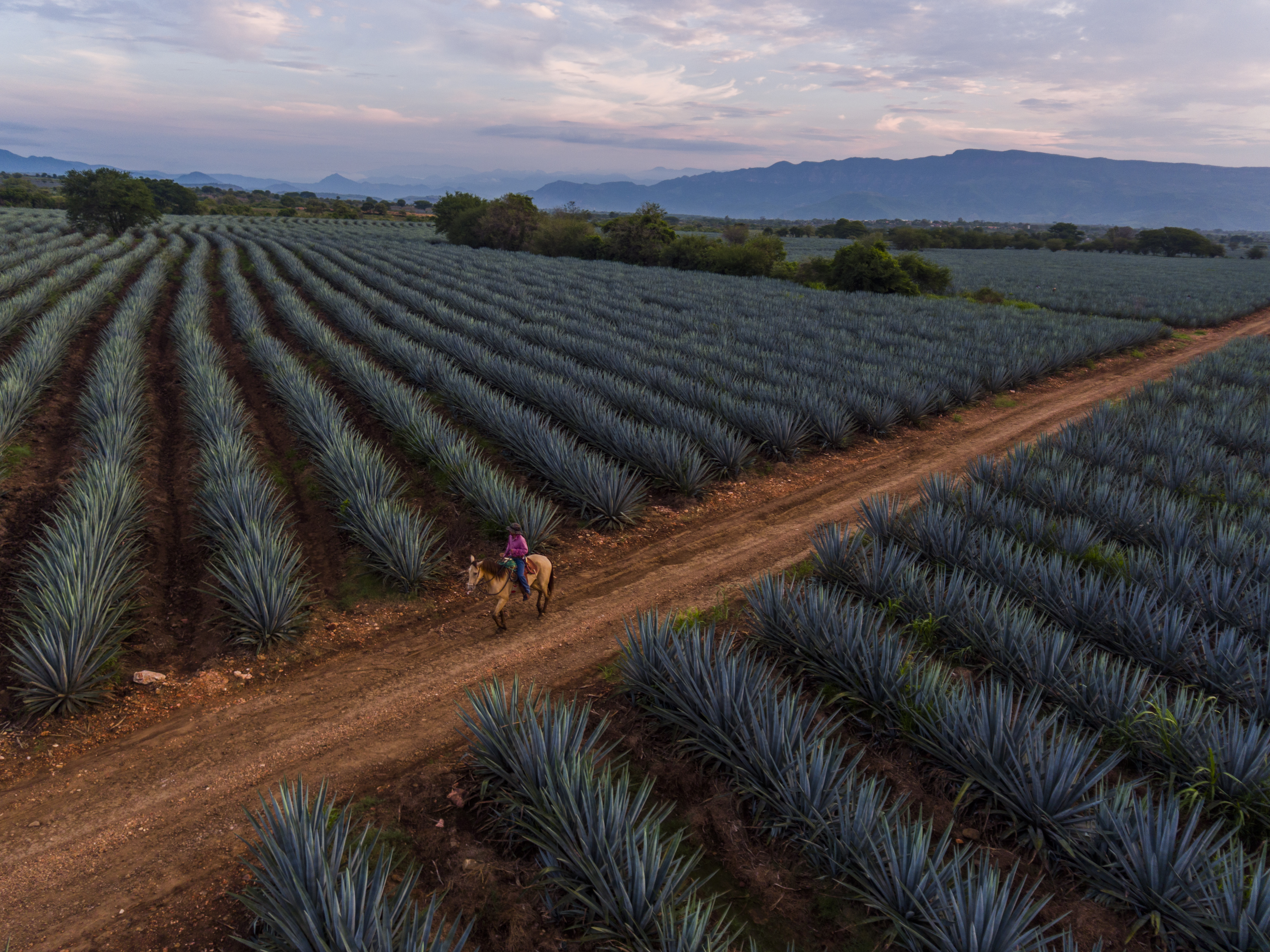
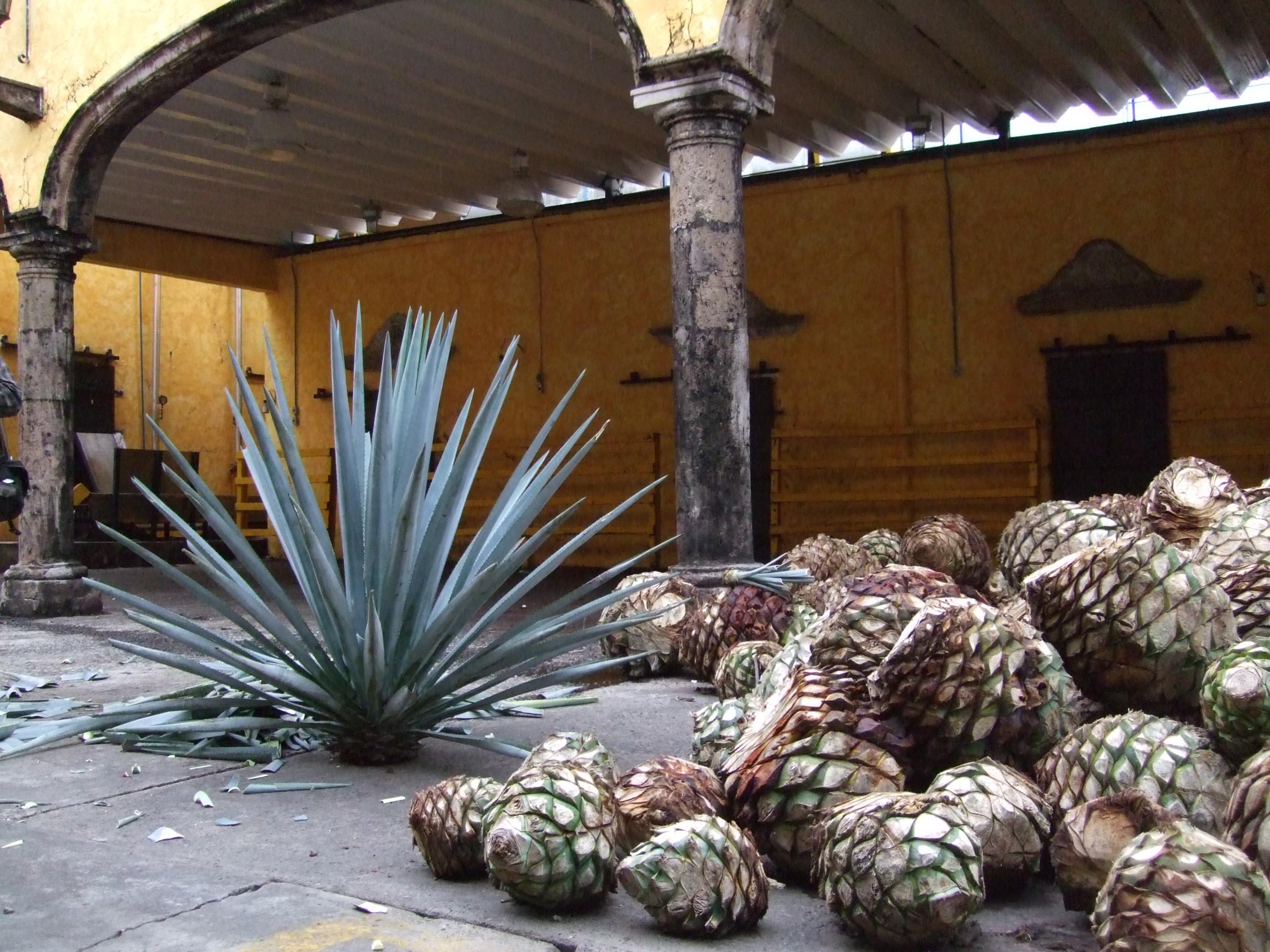
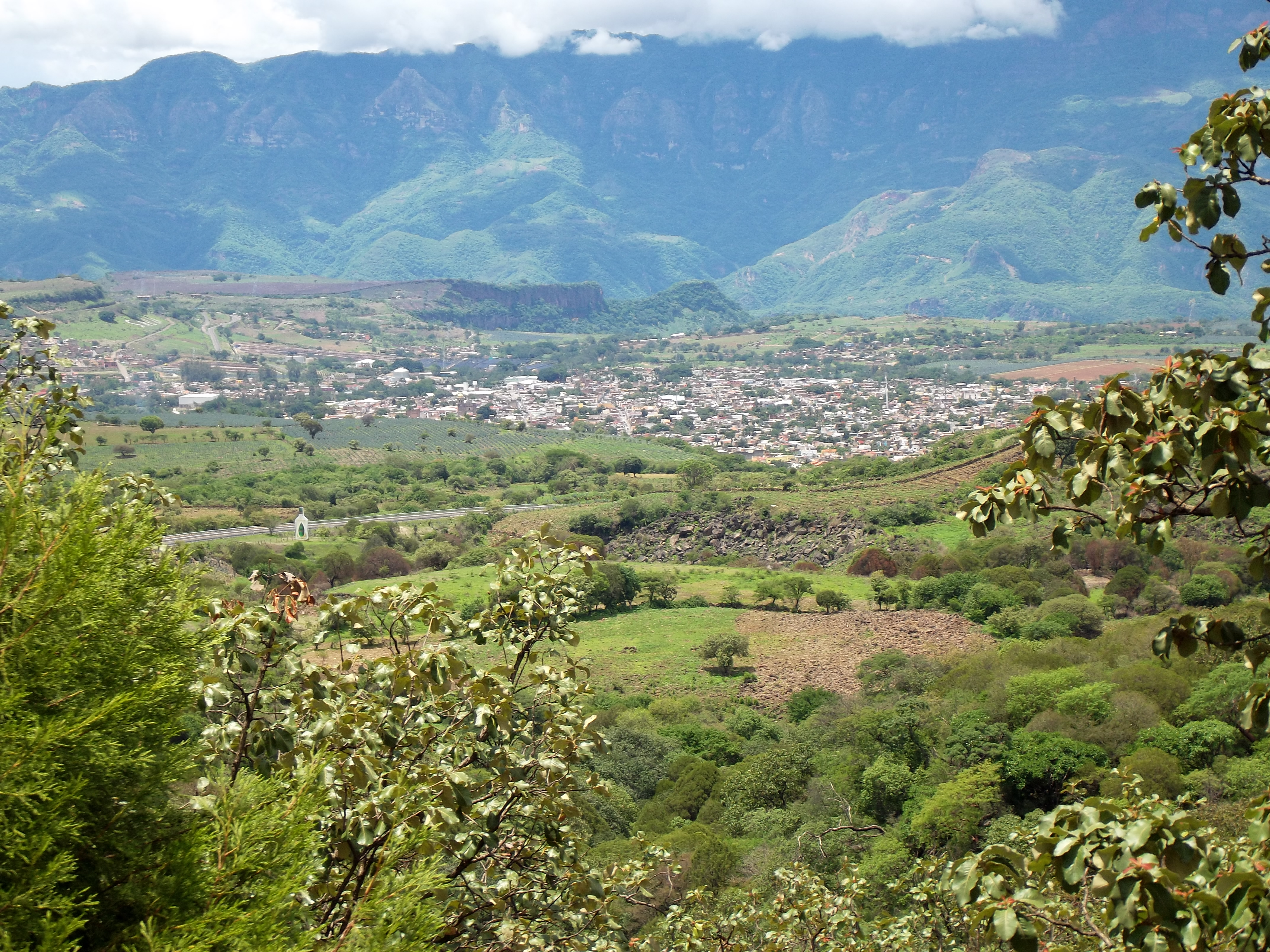